# Жінки у Стародавній Греції
Жінки в Стародавній Греції мали мало прав порівняно з громадянами чоловічої статі, але вони користувалися певною свободою пересування аж до архаїчної доби. Також існують записи про те, що жінки у стародавніх Дельфах, Гортині, Фессалії, Мегарі, Спарті й Афінах володіли землею — найпрестижнішою формою приватної власності на той час. Однак після архаїчного віку статус жінок погіршився, і були введені закони про гендерну сегрегацію.

## Жінки в Афінах
Жінки в класичних Афінах не мали юридичної особи, і вважалося, що вони є частиною ойкосу (домогосподарства), очолюваного чоловіком-кіріосом (господарем). В афінському суспільстві юридичний термін дружина був відомий як дамар — слово, що походить від корінного значення «підкоряти» або «приручати». До шлюбу жінки перебували під опікою своїх батьків або інших родичів чоловічої статі; одружившись, чоловік став кіріосом жінки. Хоча середній вік для вступу в шлюб для чоловіків становив близько 30, середній вік для жінок — 14. Ця система була впроваджена як спосіб гарантувати, що дівчата все ще були незайманими, коли одружувались; це також дозволило чоловікам вибирати, ким буде наступний чоловік їхньої дружини до смерті. Оскільки жінкам було заборонено вести судовий процес, кіріоси робили це від їх імені. Афінські жінки мали обмежене право власності, і тому їх не вважали повноправними громадянами, оскільки громадянство та право на громадянські та політичні права визначалися стосовно власності та засобів до життя. Якщо загинула голова домогосподарства без спадкоємця чоловічої статі, то дочка може стати тимчасовим власником цього майна, відомим як епіклерос (приблизно перекладена на спадкоємицю). Пізніше для більшості жінок було прийнято шлюб із близьким родичем свого батька, якщо вона стала співвласницею. Однак жінки могли набувати права на власність через подарунки, придане та спадщину, хоча її кіріоси мали право розпоряджатися майном жінки. Афінські жінки могли укласти контракт вартістю менше, ніж вартість «медичного ячменю» (мірила зерна), що дозволяло жінкам брати участь у дрібній торгівлі. Раби, як і жінки, не мали права на повне громадянство в Стародавніх Афінах, хоча в рідкісних випадках вони могли стати громадянами, якщо їх звільнять. Єдиною постійною перешкодою для громадянства, а отже, і повних політичних та громадянських прав, у Стародавніх Афінах була стать. Жодна жінка ніколи не набувала громадянства в Стародавніх Афінах, і тому жінки були принципово і на практиці виключені з давньоафінської демократії.

## Спартанські жінки
На відміну від Афін, спартанські жінки користувалися статусом, владою та повагою, які були невідомі у решті класичного світу. Хоча жінки-спартанці були формально виключені з військового та політичного життя, вони мали значний статус матерів спартанських воїнів. Оскільки чоловіки займалися військовою діяльністю, жінки брали на себе відповідальність за управління маєтками. Після тривалої війни в IV столітті до нашої ери спартанські жінки володіли приблизно від 60 % до 70 % всієї спартанської землі та майна. До елліністичного періоду одними з найбагатших спартанців були жінки. Вони контролювали власні власність, а також власність родичів чоловічої статі, які були далеко з армією. Спартанські жінки рідко виходили заміж до 20 років, і на відміну від афінських жінок, які носили важкий, приховуючий одяг і їх рідко бачили поза домом, спартанці вдягали короткі сукні і їздили куди їм заманеться. Дівчата отримали освіту на рівні з хлопцями, і молоді жінки, а також юнаки, можливо, брали участь у Гімнопедії («Фестивалі оголеної молоді»). Незважаючи на відносно більшу мобільність спартанських жінок, їхня роль у політиці була такою ж, як і афінських жінок, вони не могли в ній брати участь. Чоловіки забороняли їм виступати на зборах і відокремлювали їх від будь-якої політичної діяльності. Арістотель також вважав вплив спартанських жінок пустотливим і стверджував, що більша юридична свобода жінок у Спарті спричинила її розорення[недоступне посилання].

## Думки філософів
Афіни на той час були також колискою філософії, і кожен міг стати поетом, вченим, політиком чи художником, крім жінок. Історик Дон Нардо заявив, що «протягом глибокої старовини більшість грецьких жінок мало або взагалі не мали громадянських прав, і багато хто користувався малою свободою вибору чи мобільності». Під час елліністичного періоду в Афінах відомий філософ Арістотель вважав, що жінки принесуть безлад, зло і будуть «абсолютно марними і спричинять більше розгубленості, ніж ворог». Через це Арістотель думав, що жінки тримають окремо від решти суспільство було найкращою ідеєю. Ця розлука потягне за собою проживання в будинках, які називаються гінекеєм, при догляді за домашніми обов'язками і дуже незначному спілкуванні з чоловічим світом. Це також мало захистити народжуваність жінок від чоловіків, крім її чоловіка, щоб її родючість могла забезпечити їх легітимність їх народженого роду. Афінські жінки також отримували дуже мало освіти, крім домашнього виховання, для базових навичок, таких як прядіння, ткацтво, кулінарія та певні знання грошей.
Платон визнав, що поширення громадянських та політичних прав на жінок суттєво змінить характер домогосподарства та держави. Арістотель, якого навчав Платон, заперечував, що жінки були рабами або підлягали власності, аргументуючи це тим, що «природа розрізнила жінку і рабу», але він вважав, що дружин «купують». Він стверджував, що основною економічною діяльністю жінок є охорона домашнього майна, створеного чоловіками. За словами Арістотеля, праця жінок не додала ніякої вартості, оскільки «мистецтво ведення домашнього господарства не тотожне мистецтву отримання багатства, оскільки одна використовує матеріал, який забезпечує інша».
На відміну від цих поглядів, філософи-стоїки обстоювали рівноправність статей, оскільки статева нерівність, на їх думку, суперечить законам природи . Роблячи це, вони пішли за циніками, які стверджували, що чоловіки та жінки повинні носити однаковий одяг і здобувати однакову освіту. Вони також розглядали шлюб як моральну спільність між рівними, а не як біологічну чи соціальну необхідність, і практикували ці погляди у своєму житті . Стоїки прийняли погляди кініків і додали їх до власних теорій людської природи, тим самим поставивши свій сексуальний егалітаризм на міцну філософську основу.

## Право на розлучення
Незважаючи на жорсткі обмеження свобод і прав жінок у Стародавній Греції, їх права в контексті розлучення були досить ліберальними. Шлюб може бути розірвано за взаємною згодою або за допомогою будь-якого з подружжя Якщо жінка хотіла розірвати шлюб, їй потрібна була допомога батька або іншого родича чоловічої статі, щоб представляти її, оскільки як жінка вона не вважалася громадянином Греції. Якщо чоловік хотів розлучитися, йому залишалося лише викинути дружину з дому. Батько жінки також мав право розірвати шлюб. У разі розлучення придане поверталося опікуну жінки (який, як правило, був її батьком), і вона мала право зберігати ½ товару, який вона виготовила під час шлюбу. Якщо у подружжя були діти, розлучення призвело до повноцінного піклування батька, оскільки діти вважаються належними до його домогосподарства. Хоча закони, що стосуються розлучень, можуть здатися відносно справедливими з урахуванням того, наскільки слабкий контроль жінки мали над більшістю аспектів свого життя в Стародавній Греції, жінки навряд чи розлучатимуться зі своїми чоловіками через шкоду, яку це завдасть їхній репутації. Оскільки жінкам було заборонено вести судовий процес, кіріоси робили це від їх імені.

## Освіта
У Стародавній Греції освіта охоплювала культурну підготовку на додаток до офіційного навчання в школі. Маленьких грецьких дітей, як хлопчиків, так і дівчаток, навчав читання, письма та арифметики літератор (еквівалент сучасного вчителя початкових класів). Якщо у сім'ї не було коштів на подальшу освіту, хлопець починав би працювати в сімейному бізнесі або навчатися підмайстром, тоді як дівчина повинна була залишатися вдома і допомагати матері керувати домогосподарством. Якщо сім'я мала гроші, батьки могли продовжувати навчати своїх дочок, а також своїх синів. Цей наступний рівень навчання включав навчання правильної розмови та інтерпретації віршів, і його викладав граматик. Музика, міфологія, релігія, мистецтво, астрономія, філософія та історія — все це викладалося як сегменти цього рівня освіти.

## Мистецтво
«Лисистрата» (Lysistrátē, «Розпусник армії») — давньогрецька комедія, написана Арістофаном, спочатку виконана в класичних Афінах у 411 році до н. е. Вистава змальовує надзвичайну місію жінок по припиненню Пелопоннеської війни між грецькими містами-державами, відмовляючи всім чоловікам країни у будь-яких жіночих сексуальних задоволеннях, що єдине, чого бажали чоловіки. Лисистрата переконує жінок воюючих міст відмовитись від сексуальних привілеїв своїм чоловікам і коханцям як засіб змусити чоловіків домовитись про мир. Однак це була унікальна стратегія, яка розпалює битву між ста́тями. Жінки «Лисистрата» збиралися спробувати закінчити війну, використовуючи свою сексуальність . Ця п'єса зображує статус жінок у 411 р. до н. е. вважаючи, що п'єса була комедією, вона припускає, що жінки мають обмежену владу, і було б смішно для них зайняти певну позицію.
Існує не так багато доказів про роль жінок у давньогрецькому суспільстві, однак більшість джерел походить з кераміки, знайденої в будинках, а отже, і в повсякденному житті давньогрецьких громадян. Давньогрецька кераміка забезпечує засіб, який дозволяє досліджувати жіночі ролі, які, як правило, зображувались як богині, берегині домашнього життя або повії через призму грецької ідеології. «Сцени оздоблення у вазовому живописі — це вікно у жіночу сферу, хоча вони були не зовсім реалістичними, скоріше, продуктом вуайерістичного та романтизованого образу жіночості, корінного в чоловічому погляді». Більшість жінок часто зображуються як «предмети сексуального характеру» в давньогрецькій кераміці, тим самим забезпечуючи контекст для сексуальної культури Стародавньої Греції. Більшість сцен з вазами зображують жінок усередині їхніх будинків; загальна присутність колон свідчить про те, що жінки велику частину часу проводили у дворі будинку. Внутрішній дворик — це єдине місце, де вони могли регулярно насолоджуватися природою та подихати свіжим повітрям. Більшість грецьких кухонних приладів були невеликими та легкими, і їх легко можна було там встановити. Можна зробити висновок, що під час сонячної погоди жінки, ймовірно, сиділи в покритих дахом і затінених ділянках подвір'я, адже ідеалом жіночої краси був блідий колір обличчя.